# Huracán Erika (1997)
El huracán Erika fue el ciclón tropical más fuerte y duradero de la temporada de huracanes en el Atlántico de 1997. Erika se desarrolló a partir de una onda tropical el 3 de septiembre y se desplazó al oeste-noroeste a través del océano Atlántico; se intensificó constantemente hasta obtener categoría de huracán el 4 de septiembre, convirtiéndose en la quinta tormenta en recibir nombre, tercer huracán y el segundo huracán mayor de esta temporada. Erika pasó a corta distancia de las Antillas Menores, y después giró al norte en respuesta a una depresión que se acercaba. El huracán rápidamente se fortaleció hasta alcanzar vientos máximos sostenidos de 205 km/h el 8 de septiembre; después de mantener su fuerza máxima por 24 horas, Erika comenzó a debilitarse al pasar sobre aguas frías.